# Replaceable You
«Replaceable You» (с англ. — «Вы заменимы») — четвёртый эпизод двадцать третьего сезона мультсериала «Симпсоны», выпущенный на телеканале FOX 6 ноября 2011 года.

## Сюжет
Гомер рад, что у него появился организованный и весёлый помощник на Спрингфилдской атомной электростанции — очень высокая женщина по имени Роз Дэвис. Однако, когда они с Барни идут в кино во время рабочей смены, Роз сообщает об этом мистеру Бёрнсу, и тот понижает Гомера на должность Роз, а саму Роз делает начальником Гомера. Роз очаровывает завсегдатаев в таверне Мо, в это же время находя десятки способов сделать Гомера несчастным. После того как Нед Фландерс видит, что Гомер расстроен, Гомер рассказывает ему про Роз. Нед говорит, что был знаком с Роз в Огайо; они состояли в христианской группе, и когда Нед обнял её за победу в «невесёлой пробежке», та оттолкнула его со словами, что не может терпеть объятия. На АЭС Роз выигрывает награду «Работник тысячелетия», и Гомер настаивает, чтобы Бёрнс обнял её. Роз избивает Бёрнса, и тот увольняет её. Она хвалит Гомера за то, что он намного умнее, чем предполагала, хотя Гомер этого не понимает.
Тем временем Барт не готов к предстоящей научной ярмарке в школе. Он решает работать с Мартином Принсом и создаёт чертежи к милому роботу-тюленёнку, а Мартин собирает робота. Выясняется, что из-за неправильного подключения проводов робот становится злым и агрессивным. Робот выигрывает первый приз на ярмарке, и Лиза расстраивается. В доме престарелых она рассказывает об этом дедушке Эйбу. Пенсионеры узнают значение изобретения, когда замечают, что он развеселил унылого Джаспера Беардли. Все получают по тюленю и становятся счастливее и здоровее. Это не нравится владельцам похоронного бюро, которые хотят, чтобы старикам было скучно и они умирали быстрее. Владельцы узнают про подключение проводов, и на следующий день в доме престарелых начинается паника. Шеф Виггам сажает роботов-тюленей за решётку. Барт, Мартин, профессор Фринк и другие «ботаники» делают роботов снова милыми, что заставляет Виггама выпустить их, и те возвращаются к престарелым.

## Отношение публики
Эпизод посмотрели около 8 миллионов человек во время первого показа этого эпизода. Он получил 3,7 баллов по рейтингу Нильсена среди взрослых в возрасте 18—49 (на восемь процентов меньше от прошлой серии), и десять процентов доли.